# STATION BREAK 〜道の駅から〜
『STATION BREAK 〜道の駅から〜』（ステイション・ブレイク 〜みちのえきから〜）は、2014年3月までJFN系列の一部FM局で放送されていたラジオ番組。放送基準日時は土曜10:55〜11:00（一部地域で日時が異なる）。出演（ロードナビゲーター）は島村仁。
この番組では、全国に850ヶ所以上ある道の駅から毎回1ヶ所を取り上げ、その地元の特産物・名所を紹介していた。

## ネット局
放送終了直前のもの
- FM岩手
- RADIO BERRY
- FMとやま
- HELLO FIVE
- FM福井
- RADIO80
- radio cube　末期は日曜9:55〜10:00に放送されていた
- HELLO FIVE
- V-air
- HFM
- Air-Radio FM88